# باسيليو ندونغ
باسيليو ندونع (بالإنجليزية: Basilio Ndong) هو لاعب كرة قدم محترف من غينيا الاستوائية، يلعبُ لاعِبَ وسطٍ للنادي البلجيكي فيسترلو في  الدرجة الأولى ب، ومنتخب غينيا الاستوائية لكرة القدم.

## المسيرة الكروية
بدأ باسيليو مسيرته ظهيرًا أيسرَ في أكاديمية كانو سبورت لفريقٍ تحت 16 سنة، ثم لفريق الشباب تحت 19 سنة. وقع باسيليو عقدًا مدته ثلاث سنوات ونصف مع نادي شكوبي المقدوني الشمالي في 30 يناير 2018، بعد أسبوع فقط من مشاركته مع منتخب غينيا الاستوائية في بطولة أمم أفريقيا للمحليين 2018.

## المسيرة الدولية
شارك باسيليو في أول مباراة دولية له بديلًا لروبين بيليما، مع منتخب غينيا الاستوائية عندما فازوا 4-0 على منتخب جنوب السودان في المباراة التأهيلية لكأس الأمم الأفريقية 2017.

## الإحصائيات

### الأندية
آخر تحديث 6 أغسطس 2020.
| النادي       | الموسم   | الدوري                          | الدوري    | الدوري  | الكأس     | الكأس   | مسابقات قارية | مسابقات قارية | أخرى      | أخرى    | المجموع   | المجموع |
| النادي       | الموسم   | الدرجة                          | المباريات | الأهداف | المباريات | الأهداف | المباريات     | الأهداف       | المباريات | الأهداف | المباريات | الأهداف |
| ------------ | -------- | ------------------------------- | --------- | ------- | --------- | ------- | ------------- | ------------- | --------- | ------- | --------- | ------- |
| نادي شكوبي   | 2017–18  | الدوري المقدوني الأول           | 11        | 0       | 0         | 0       | 0             | 0             | 0         | 0       | 11        | 0       |
| نادي شكوبي   | 2018–19  | الدوري المقدوني الأول           | 24        | 0       | 0         | 0       | 2             | 0             | 0         | 0       | 26        | 0       |
| نادي شكوبي   | 2019–20  | الدوري المقدوني الأول           | 9         | 0       | 1         | 0       | 0             | 0             | 0         | 0       | 10        | 0       |
| نادي شكوبي   | المجموع  | المجموع                         | 44        | 0       | 1         | 0       | 2             | 0             | 0         | 0       | 47        | 0       |
| نادي فيسترلو | 2020–21  | الدوري البلجيكي الدرجة الأولى ب | 0         | 0       | 0         | 0       | –             | –             | 0         | 0       | 0         | 0       |
| الإجمالي     | الإجمالي | الإجمالي                        | 44        | 0       | 1         | 0       | 2             | 0             | 0         | 0       | 47        | 0       |

### الدولية
آخر تحديث 6 أغسطس 2020.
| المنتخب          | السنة   | المباريات | الأهداف |
| ---------------- | ------- | --------- | ------- |
| غينيا الاستوائية | 2016    | 2         | 0       |
| غينيا الاستوائية | 2017    | 2         | 0       |
| غينيا الاستوائية | 2018    | 6         | 0       |
| غينيا الاستوائية | 2019    | 5         | 0       |
| غينيا الاستوائية | 2020    | 0         | 0       |
| المجموع          | المجموع | 15        | 0       |

## وصلات خارجية
- باسيليو ندونغ على موقع الاتحاد الأوربي (الإنجليزية)
- باسيليو ندونغ على موقع اتحاد النرويج (النرويجية)
- باسيليو ندونغ على موقع قاعدة بيانات كرة القدم.إي يو (الإنجليزية)
- باسيليو ندونغ على موقع ناشيونال فوتبول تيمز (الإنجليزية)
- باسيليو ندونغ على موقع Soccerbase.com (لاعب) (الإنجليزية)
- باسيليو ندونغ على موقع Soccerway.com (الإنجليزية)
- باسيليو ندونغ على موقع عالم كرة القدم.نت (الإنجليزية)